# Bruno Klingler
Bruno Klingler ist ein französischer Mathematiker, der sich mit arithmetischer und algebraischer Geometrie befasst.
Klingler wurde 1997 bei Yves Benoist an der Universität Paris promoviert (Variétés lorentziennes à courbure constante et surfaces projectives complexes).
2002 wurde er Assistant Professor an der Yale University und 2003 an der University of Chicago. Ab 2007 war er Professor an der Universität Paris VII (Denis Diderot) und 2016 Professor an der Humboldt-Universität zu Berlin (Einstein Professor).
Er befasst sich mit der Topologie von Varietäten in Verbindung zu ihren algebraischen und arithmetischen Strukturen.
2014 bewies er mit Emmanuel Ullmo und Andrei Yafaev die André-Oort-Vermutung für Untervarietäten von Shimura-Varietäten (Verallgemeinerungen von Modulkurven) unter Voraussetzung der verallgemeinerten Riemannhypothese. Shimura-Varietäten parametrisieren gemischte Hodge-Strukturen von eingeschränktem Typ und ihre Geometrie wird durch spezielle Punkte (CM-Punkte) beschrieben, die Hodge-Strukturen mit komplexer Multiplikation entsprechen und allgemeiner von speziellen Untervarietäten, die solche nicht-generischen (besonders symmetrischen) Hodgestrukturen parametrisieren. Im einfachsten Fall (Modulkurve) parametrisieren sie elliptische Kurven. Die André-Oort-Vermutung betrifft die Verteilung der speziellen Punkte auf Shimura-Varietäten und besagt, dass jede irreduzible abgeschlossene Untervarietät einer Shimura-Varietät, die eine Zariski-dichte Menge spezieller Punkte enthält eine spezielle Untervarietät ist (und damit wieder eine Shimura-Varietät). 2014 veröffentlichte er mit Yafaev einen Beweis für Shimura-Varietäten mit Zusatzbedingung für die speziellen Punkte ohne die Benutzung der verallgemeinerten Riemannvermutung. In voller Allgemeinheit wurde die Vermutung 2021 von Jonathan Pila und Jacob Tsimerman und anderen bewiesen.
Die Resultate zur André-Oort-Vermutung von Ullmo, Yafaev und Klingler benutzten Methoden der o-minimalen algebraischen Geometrie und transzendentalen Zahlentheorie, die Jonathan Pila und Umberto Zannier 2006 in das Problem einführten. Klingler befasst sich auch mit weiteren Transzendenzfragen in der arithmetischen algebraischen Geometrie wie der Ax-Schanuel-Vermutung oder der hyperboischen Ax-Lindemann-Weierstraß-Vermutung (bewiesen 2016 mit Yafaev und Ullmo).
2017 bewies er die Vermutung von S. S. Chern, dass die Euler-Charakteristik einer kompakten affinen Mannigfaltigkeit verschwindet.
2022 war er Vortragender auf dem Internationalen Mathematikerkongress (Hodge theory, between algebraicity and transcendence).

## Schriften
- mit Yafaev: The André-Oort conjecture. In: Annals of Mathematics. Band 180, 2014, S. 867–925 arxiv:1209.0936.
- mit Yafaev, Ullmo: The hyperbolic Ax-Lindemann-Weierstrass conjecture. In: Pub. Math. IHES. Band 123, Heft 1, 2016, S. 333–360 arxiv:1307.3965.
- mit Yafaev, Ullmo: Bi-algebraic geometry and the André-Oort conjecture. In: Proc. 2015 AMS Summer Institute in Algebraic Geometry, AMS 2018, S. 319–360.
- Chern’s conjecture for special affine manifolds. In: Annals of Mathematics. Band 186, 2017, S. 69–95.
- Hodge theory between algebraicity and transcendence. In: ICM. 2022, arxiv:2112.13814.